# Miska Hauser
Miska (Michael) Hauser (Pressburg, avui Bratislava, 1822 - Viena, 8 de desembre de 1887) va ser un virtuós del violí i compositor austrohongarès.
El pare de Hauser, violinista conegut i amic de Beethoven, va ésser qui va despertar la passió del seu fill per l'instrument, començà la seva formació musical a la seva ciutat natal amb el mestre Joseph Böhm i Josef Mayseder, i la composició amb C. Kreutzer i S. Sechter. En acabar els estudis, viatjà de gira arreu d'Europa, Amèrica i Austràlia, sempre amb grans aplaudiments.
Publicà unes Rapsòdies hongareses per a violí, i el llibre Audem Wanderbuch eines österreichichen Virtuosen (Leipzig, 1859).